# Yannick Talabardon

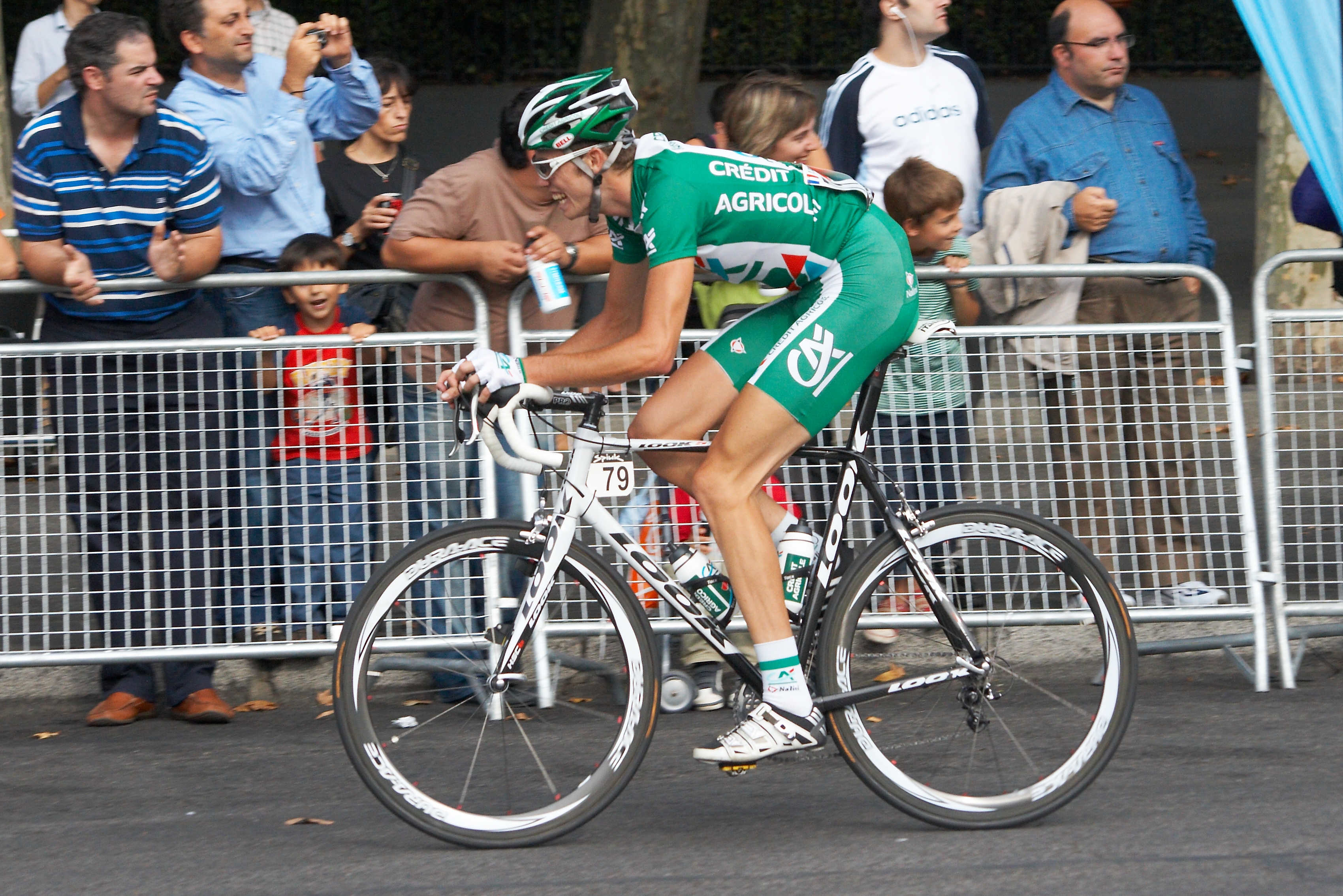
Yannick Talabardon

Yannick Talabardon (* 6. Juli 1981 in Paris) ist ein französischer Radrennfahrer.
Yannick Talabardon begann seine Karriere 2002 bei dem französischen Radsportteam BigMat-Auber 93. In seinem zweiten Jahr gewann er den Prix du Léon. 2004 konnte er eine Etappe der Normandie-Rundfahrt und den Prix des Blés d’Or für sich entscheiden. Außerdem sicherte er sich bei der Tour de l’Avenir die Bergwertung. Von 2009 bis 2013 fuhr Talabardon für das französische Professional Continental Team Saur-Sojasun, für das er 2009 das Eintagesrennen Paris–Troyes un wo er seine internationale Karriere beendete.

## Erfolge
2004
- eine Etappe Normandie-Rundfahrt
- Bergwertung Tour de l’Avenir

2009
- Paris–Troyes
- Mannschaftszeitfahren Tour Alsace

## Teams
- 2002 Big Mat-Auber 93
- 2003 Big Mat-Auber 93
- 2004 Auber 93
- 2005 Crédit Agricole
- 2006 Crédit Agricole
- 2007 Crédit Agricole
- 2008 Crédit Agricole
- 2009 Besson Chaussures-Sojasun
- 2010 Saur-Sojasun
- 2011 Saur-Sojasun
- 2012 Saur-Sojasun
- 2013 Sojasun